# Houston Grand Opera

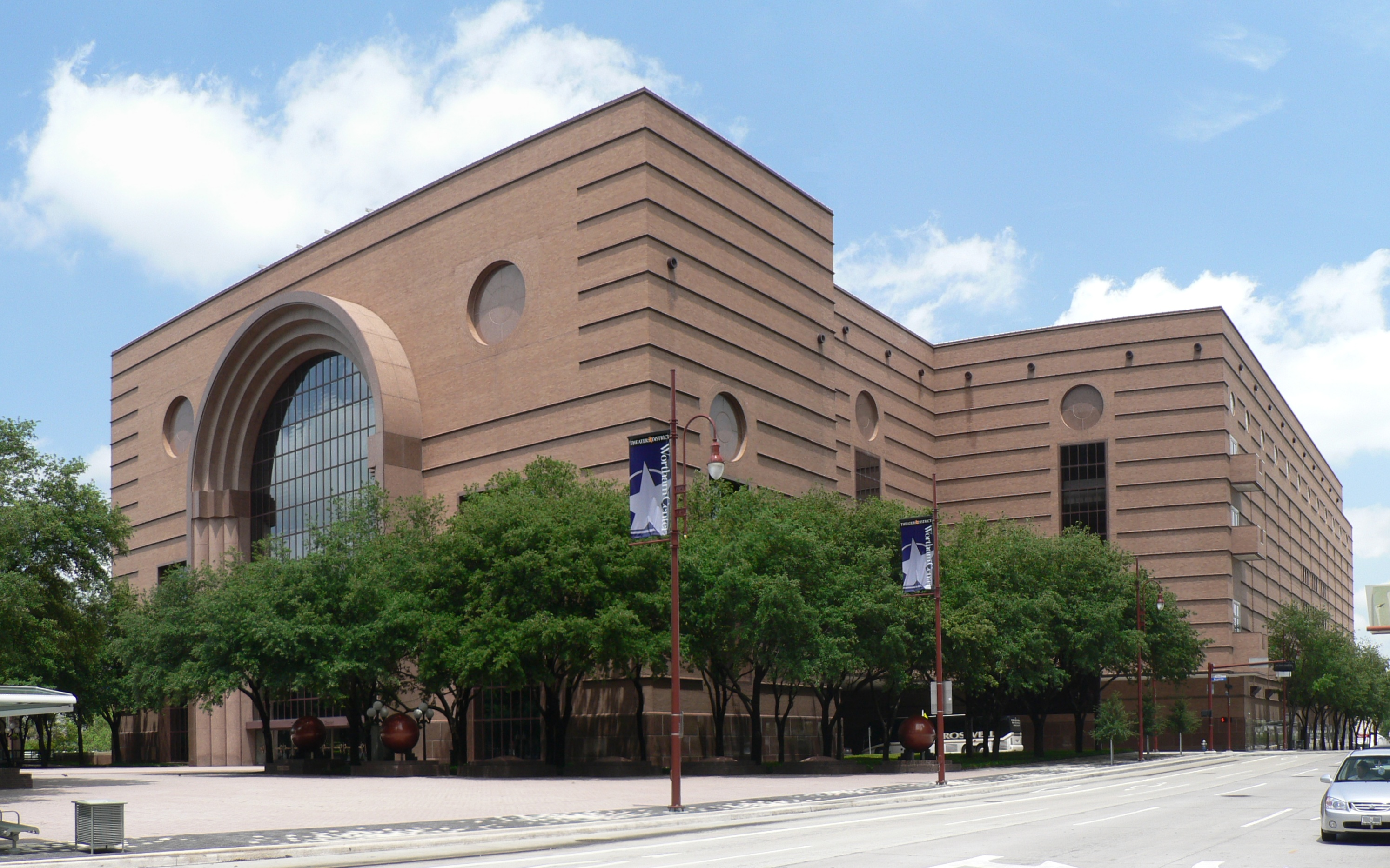
Wortham Theater Center

Die Houston Grand Opera ist eine Institution für klassische Musik und Musiktheater in Houston in den USA.

## Geschichte
Die Houston Grand Opera wurde 1955 gegründet. Die Vorstellungen wurden von 1966 bis 1987 in der Jones Halle gegeben, bis ein neues Gebäude errichtet wurde, das Wortham-Center, benannt nach einem wichtigen Förderer der Oper, S. Gus Wortham.
Zur Einweihung der neuen Spielstätte wurde die Oper Nixon in China in Auftrag gegeben, die aus der Feder von John Adams stammte.

## Generaldirektoren
- Walter Herbert (1955–1972)
- R. David Gockley (1973–2005)
- Anthony Freud (2005–2011)
- Patrick Summers, Perryn Leech (2011–2022)
- Khori Dastoor (seit 2022)

## Uraufführungen
- A Quiet Place von Leonard Bernstein (1983)
- Nixon in China von John Adams (1987)
- New Year von Michael Tippett (1989)
- Florencia en el Amazonas von Daniel Catán (1996)